# FUDOSI
A FUDOSI vagy FUDOESI (franciául: Fédération Universelle des Ordres et Sociétés Initiatiques, latinul: Federatio Universalis Dirigens Ordines Societatesque Initiationis, magyarul: Beavató Rendek és Társaságok Egyetemes Szövetsége) misztikus, illetve ezoterikus rendek és társaságok független szövetsége volt, melyet 1934. augusztus 14-én alapítottak Brüsszelben. 1951-ben oszlott fel és működése alatt szemben állt a FUDOFSI szervezettel.

## Küldetés
A FUDOSI arra próbált kísérlet lenni, hogy misztikus rendek szövetségre lépjenek egymással azzal a küldetéssel, hogy "megvédjék a tradicionális beavató rendek megszentelt szertartásait, rituáléit és tantételeit a megengedhetetlen profanizálódástól és alattomos eltulajdonítástól." Egyik vezető alapítójuk az AMORC volt, melynek egyik vonatkozó dokumentumából idézünk alább:
|  | „Néhány személy, akinek elméje még nem fogadott be elég fényt, csodálkozásának adott hangot a tekintetben, hogy miért volt szükség a beavató rendek és társaságok számára egy egyetemes szövetségébe tömörülni, azok számára, amelyek a maguk területén mind abszolút és teljes szabadságot és tökéletes függetlenséget élveznek. Erre az aggályra csak azt válaszolhatjuk, hogy a beavató jellegű tevékenység esetében minden másnál elengedhetetlenebb az elővigyázatosság és hogy szigorú fegyelmet gyakoroljunk és hatékony nemzetközi szintű fellépést foganatosítsunk. Tudomásul kell vegyük és egyben sajnálatunkat kell kifejezzük, hogy számos hamis próféta és sok úgynevezett „beavatott” létezik, akik beavatás ürügyén, az uralkodás önös és zsarnoki céljával, ráerőltetik magukat másokra és kihasználják a hiszékeny és nyíltszívű embereket. Legfőbb ideje, hogy óva intsük a nyilvánosságot a hamis vezetőktől, a kártékony tanoktól, melyeket a reményteli lelkeknek tanítanak. Minden hiteles és szabályosan működő rend ismeri az adott országban tevékenykedő alakoskodókat és hamis prófétákat. Szükségessé vált, hogy minden országban, ahol csak tevékenykednek, figyelemmel kísérjük alattomos munkálkodásukat, hogy felfedjük a szélhámosokat, illetve az általuk alkalmazott rejtett és be nem vallott eszközöket és hogy elejét vegyük annak, hogy összetévesszék a szabályszerű és hiteles rendeket a hamis szervezetekkel, melyek károsak, vagy egyszerűen semmi közük az Egyetemes Tradícióhoz és ezotériához. Annak is szükségét láttuk, hogy a hiteles rendek gondosan járjanak el tagjaik és tisztségviselőik kiválasztásában, illetve, hogy gondoskodjanak arról, hogy adeptusaik és tanítványaik igaz tanok helyes útján járjanak, kötelezve őket arra, hogy pontosan kövessék az alapelveket, józan, komoly és lelkiismeretes munkát végezzenek, így kerülve el a szélsőséges-, illetve a tévtanokat. A F.U.D.O.S.I. sikeresen végzi azt a roppant munkát, mely ezen rendek védelmében testesül meg belső és külső ellenségeikkel szemben, és ez a munka jelenleg is zajlik.” |
|  | |

## Szervezet és irányítás
A Sar cím jelentése "Ré fia", melyet minden FUDOSI méltóság viselt. Az első 1934-es találkozón, 12 tagot választottak be a Legfelsőbb Tanácsba, melyet a következő három Imperátor vezetett:
- Sar Hieronymus (Émile Dantinne) Európa Imperátora
- Sar Alden (Harvey Spencer Lewis) Amerika Imperátora
- Sar Yésir (Victor Blanchard) Kelet Imperátora

H. Spencer Lewis (Sar Alden) alkotta meg a FUDOSI szimbólumát (mai szóval logóját és arculatát). Sar Alden 1939-ben bekövetkezett halála után, fia Ralph Maxwell Lewis lett a FUDOSI három imperátorának egyike, Sar Validivar néven. Ugyanebben az évben, Victor Blanchard kizárása után Augustin Chaboseau (Sar Augustinus) lett a "triumvirátus" egyike, 1946-ban bekövetkezett haláláig, akit Andre Cordonnier (Sar Gregorius) követett.

## Társult szervezetek
Alább soroljuk fel azon rendek és társaságok listáját, amelyek az első, 1934-es FUDOSI találkozón képviseltették magukat (zárójelben az azokat képviselő méltóságok misztikus nevei):
- Ordre de la Rose+Croix universelle (Sar Hieronymus)
- Ordre de la Rose+Croix universitaire (Sar Hieronymus, Sar Elgrim)
- A Rózsakereszt Kabbalisztikus Rendje (Sar Yesir, képviselő Lucien Mauchel)
- Confrérie des Frères illuminés de la Rose+Croix (Sar Amertis)
- A Rózsa és Kereszt Ősi és Misztikus Rendje (Sar Alden, Sar Emmanuel, Sar Iohannes)
- A Rózsa és Kereszt Ősi és Misztikus Rendje Svájci Joghatóság (Sar Amertis, képviselő Sar Alkmaion)
- Militia Crucifera Evangelica (Sar Alden)
- Société alchimique de France (Sar Amertis)
- Ordre des Samaritains inconnus (Sar Amertis)[2]
- Ordre hermétiste tétramégiste et mystique or Ordre Pythagoricien (Sar Succus, Sar Helios)[3]
- Szinarchikus és Martinista Rend (Sar Yésir)[4]
- Fraternite des Polaires (Sar Yésir)[5]
- Szigorú Rítusú Keleti Szabadkőműves Memphis-Misraim Rend (Sar Iohannes, Sar Ludovicus)
- Vegyes Szabadkőműves Memphis-Misraim Rend(en) (Sar Laya, Sar Fulgur)
- Egyetemes Gnosztikus Egyház(en) (Tau Targelius = Victor Blanchard)

A két Memphis-Misraim Rítus voltak az egyetlen FUDOSI-val társult szabadkőműves szervezetek, melyek később, 1935. augusztus 1-jén a három Imperátor (Lewis, Dantinne, Blanchard) döntése alapján kizárásra kerültek.

## A szabadkőművességről kialakított álláspont
Az Émile Dantinne (a FUDOSI imperátora) által jegyzett „Rapport sur les ordres et sociétés initiatiques. 12/10/1941” című dokumentum a következő állításokat tartalmazza a szabadkőművességgel kapcsolatban:
|  | „1934-ben, a FUDOSI alapításának évében a részt vevő rendek a szabadkőművességet ateista szervezetnek bélyegezték és egy szabadkőműves rendet sem engedtek belépni a szövetségbe. Egyetlen kivételt tettek az Ősi Rítusú Memphis-Misraim Renddel, melyet spirituálisnak ismertek el, melyet ugyanakkor a többi szabadkőműves joghatóság nem ismert el.” |
|  | |

De a befogadás tévesnek bizonyul, mivel a szöveg későbbi részében az olvasható:
|  | „... nem lehetséges együttműködés a F.U.D.O.S.I. és bármely szabadkőműves rítus vagy rend között. 1935-ben a F.U.D.O.S.I. vezetősége kiközösítette az egyetlen szabadkőműves rendet és megfosztotta minden betöltött tisztségétől. Minden tagjukat arra kötelezték, hogy szakítsanak meg minden kapcsolatot a szabadkőművességgel, különben kizárásukat kockáztatják (egyedül Mr. Wittemans-szal tettek kivételt, aki szabadkőműves rendtag maradhatott).” |
|  | |

E nyilatkozatoknak ellentmondónak tekinthető az a tény, hogy a szabadkőművesség elvárja tagjaitól, hogy higgyenek a Legfelsőbb Lényben. Nem ismeretes, hogy e nézetek kizárólag csak Émile Dantinne sajátjai voltak-e, vagy pedig más FUDOSI tagok is osztották, mindazonáltal Sar Alden rövid ideig tagja volt a Memphis-Misraim Rítusnak.

## Feloszlás
Az 1951. augusztus 14-én megtartott 8. találkozó végén a FUDOSI feloszlatta önmagát az Émile Dantinne és Ralph M. Lewis között kibontakozott komoly nézeteltérés miatt. Az összekülönbözés mögött több tényező húzódott meg:
- Már az 1946-os FUDOSI találkozón többek nemtetszését váltotta ki Sar Validivar terve az AMORC terjesztésére, mely a nyilvánosságnak szolgáló speciális leckék postai terjesztését jelentette a potenciális érdeklődőknek.[8]
- Több FUDOSI méltóság kritikával illette továbbá az AMORC amerikai tagtoborzó kampányait, melyet túl "zajos"-nak találtak egy beavató rendhez mérten.
- Az elhamvasztással kapcsolatban is erős ellentét alakult ki. Míg az AMORC akkoriban azt "javasolta" tagjainak, hogy ezt a módot részesítsék előnyben, azt állítván, hogy ez volt a régi rózsakeresztesek hagyományos temetkezési módja, addig Émile Dantinne, keresztényként ezt elejétől fogva élesen ellenezte és vitatta tradíció voltát.[9]

Az AMORC delegáció nem akart engedni a kialakult gyakorlatából és éles vita alakult ki, melynek során Jean Mallinger (Sar Elgrim), FUDOSI méltóságként "problémás"-nak találta és szóvá tette az AMORC azon gyakorlatát, hogy tagjai közé felvesz afroamerikaiakat, melyet Ralph M. Lewis éles kritikával illetett. Ezek után a három Imperátor kézjegyével ellátott dokumentum készült, mely rögzítette a FUDOSI feloszlását.

## Kapcsolódó weboldalak
- A Rózsa és Kereszt Ősi és Misztikus Rendje nemzetközi portálja
- A Vegyes Memphis-Misraim Rend nemzetközi portálja Archiválva 2007. március 13-i dátummal a Wayback Machine-ben
- A Szigorú Rítusú Keleti Szabadkőműves Memphis-Misraim Rend honlapja
- Order Militia Crucifera Evangelica (OMCE) oldala
- A Rózsakereszt Kabbalisztikus Rendje (OKRC) hivatalos weboldala
- A F.U.D.O.S.I. részletes története angolul

## Fordítás
- Ez a szócikk részben vagy egészben  a   FUDOSI című angol Wikipédia-szócikk fordításán alapul.  Az eredeti cikk szerkesztőit annak laptörténete sorolja fel. Ez a jelzés csupán a megfogalmazás eredetét és a szerzői jogokat jelzi, nem szolgál a cikkben szereplő információk forrásmegjelöléseként.